# Санта Парк
Санта Парк — розважальний парк у Рованіемі (Фінляндія).

## Історія
Санта Парк відкрито 28 листопада 1998 року, напередодні різдвяних свят. Він розташований усередині печери у скелі Сіентенваару. У крижаній галереї розташовані кабінет Санта-Клауса та різні магазини різдвяної тематики. Парк працює з червня по серпень та з листопада по січень.
Парк створила англійська компанія Santaworld Ltd. Ідея полягала в тому, щоб збудувати великий парк розваг. Витрати на будівництво парку склали близько 6,7 млн євро. У фінансуванні проєкту брали участь Finnair, MTV, Sampo, Фонд захисту дітей. Згодом концепцію парку змінили і Санта Парк перетворено на домашню печеру Санта-Клауса з акцентом на різдвяній темі та зимовій природі. Основним власником став сільський муніципалітет, який пізніше включено до складу міста Рованіемі .
24 березня 2009 року акції Santa Park Oy продано компанії Santa's Holding. Планувалося збільшити чисті прибутки розважального парку на пів мільйона євро до 2 млн євро.
Санта-Парк розташований приблизно за 9 км на північний схід від Рованіемі і приблизно за 2 км від аеропорту Рованіемі.